# 52334 Oberammergau
52334 Oberammergau è un asteroide della fascia principale. Scoperto nel 1992, presenta un'orbita caratterizzata da un semiasse maggiore pari a 2,4047315 UA e da un'eccentricità di 0,1251988, inclinata di 3,02417° rispetto all'eclittica.